# Pequena e média empresa de alta tecnologia (PMET)
A globalização eo avanço tecnológico levarm a evolução dos processos produtivos e à entrada no mercado das empresas mais flexíveis, como as pequenas e médias empresas de alta tecnologia, cuja sigla é PMET.Estas são também denominadas de empresas de alta tecnologia, ou empresas de tecnologia de vanguarda, e se destacam no desenvolvimento de produtos de alto teor tecnológico.
No Brasil, estas empresas são segmentadas em TIC – Tecnologia da Informação e Comunicação (IBGE, 2005), que abrange os setores de telecomunicações e de informática.